# The Third Industrial Revolution
The Third Industrial Revolution ; How Lateral Power is Transforming Energy, the Economy, and the World est un livre de Jeremy Rifkin publié en 2011, qui décrit qu'un changement économique majeur se produit lorsque les nouvelles technologies de l'information et de la communication convergent avec de nouveaux régimes énergétiques, principalement l'électricité renouvelable.
L'économie du partage est également explorée comme un élément crucial de la troisième révolution industrielle.

## Réception
Le livre a été sur la liste des meilleures ventes de 2011 selon le New York Times et a été traduit en 19 langues. L'auteur a notamment été interviewé sur la National Public Radio.

## Documentaire
En 2017, un documentaire basé sur le livre a été publié par Vice Media avec Jeremy Rifkin.